# Сассекс-драйв
Са́ссекс-драйв (англ. Sussex Drive) — важная улица в Оттаве (Онтарио) в Канаде. Он идёт почти параллельно реке Оттава. Сассекс начинается от Ридо-стрит на юге и направляется на север, затем поворачивает на северо-восток и заканчивается на Маккей-стрит.
Сассекс — самая знаменитая улица в столице, благодаря тому, что по адресу Сассекс-драйв, 24 находится официальная резиденция премьер-министра. На Сассексе располагается также резиденция генерал-губернатора в Ридо-холле и бывшая оттавская ратуша.
На Сассекс-драйв находится также несколько посольств (в том числе Франции и Соединённых Штатов Америки), Национальная галерея Канады, Королевский канадский монетный двор, лаборатории Национального научно-исследовательского совета Канады, здание им. Лестера Б. Пирсона, являющееся штаб-квартирой министерства иностранных дел Канады, собор Нотр-Дам, а также ряд парков и знаменитых памятников. Канадский музей войны раньше находился на Сассекс-драйв, но позже переехал на Лебретонские равнины.